# Serie A 1949-1950 (pallacanestro femminile)
Il campionato di pallacanestro femminile 1949-1950 è stato il diciannovesimo organizzato in Italia. La FIP diminuì il numero di squadre partecipanti alla massima divisione: si passò da nove ad otto squadre. Era previsto il pareggio.
È stato vinto per la prima volta dalla Comense Como, che ha preceduto in classifica i campioni uscenti dell'Indomita Roma e il Bernocchi Legnano.

## Classifica
|  |    | Classifica finale 1949-1950 | Pt | G  | V  | N | P  | PtF | PtS |
|  | -- | --------------------------- | -- | -- | -- | - | -- | --- | --- |
|  | 1. | Comense Como                | 27 | 14 | 13 | 1 | 0  | 441 | 320 |
|  | 2. | Indomita Roma               | 21 | 14 | 10 | 1 | 3  | 429 | 301 |
|  | 3. | Bernocchi Legnano           | 16 | 14 | 7  | 2 | 5  | 442 | 362 |
|  | 4. | Ginnastica Triestina        | 15 | 14 | 7  | 1 | 6  | 439 | 398 |
|  | 5. | Ardita Genova               | 13 | 14 | 6  | 1 | 7  | 421 | 435 |
|  | 6. | Internazionale Trieste      | 11 | 14 | 5  | 1 | 8  | 349 | 359 |
|  | 7. | Pallacanestro Napoli        | 7  | 14 | 3  | 1 | 10 | 267 | 417 |
|  | 8. | Sipra Torino                | 2  | 14 | 1  | 0 | 13 | 271 | 472 |

## Calendario
Nota: per le partite in cui manca il risultato vale la seguente legenda: V = vittoria della prima squadra, N = pareggio, P = vittoria della seconda squadra
- Giornata	1	25/09/1949
Ardita Genova	Bernocchi Legnano	P
Ginnastica Triestina	Comense Como	33 33
Internazionale Trieste	Pallacanestro Napoli	P
Sipra Torino	Indomita Roma	P
- Giornata	2	16/10/1949
Ardita Genova	Indomita Roma	P
Comense Como	Internazionale Trieste	V
Ginnastica Triestina	Bernocchi Legnano	V
Pallacanestro Napoli	Sipra Torino	V
- Giornata	3	23/10/1949
Bernocchi Legnano	Comense Como	30 36
Indomita Roma	Internazionale Trieste	32 24
Pallacanestro Napoli	Ginnastica Triestina	29 33
Sipra Torino	Ardita Genova	23 29
- Giornata	4	30/10/1949
Bernocchi Legnano	Pallacanestro Napoli	41 12
Comense Como	Indomita Roma	24 21
Ginnastica Triestina	Ardita Genova	30 34
Internazionale Trieste	Sipra Torino	35 20
- Giornata	5	06/11/1949
Indomita Roma	Ginnastica Triestina	V
Internazionale Trieste	Ardita Genova	P
Pallacanestro Napoli	Comense Como	P
Sipra Torino	Bernocchi Legnano	P
- Giornata	6	13/11/1949
Ardita Genova	Pallacanestro Napoli	31-16
Indomita Roma	Bernocchi Legnano	26 19
Internazionale Trieste	Ginnastica Triestina	36 28
Sipra Torino	Comense Como	12 29
- Giornata	7	20/11/1949
Bernocchi Legnano	Internazionale Trieste	N
Comense Como	Ardita Genova	V
Ginnastica Triestina	Sipra Torino	V
Pallacanestro Napoli	Indomita Roma	P
- Giornata	8	04/12/1949
Bernocchi Legnano	Ardita Genova	45 19
Comense Como	Ginnastica Triestina	22 13
Indomita Roma	Sipra Torino	V
Pallacanestro Napoli	Internazionale Trieste	P
- Giornata	9	18/12/1949
Bernocchi Legnano	Ginnastica Triestina	32 30
Indomita Roma	Ardita Genova	36 23
Internazionale Trieste	Comense Como	16 29
Sipra Torino	Pallacanestro Napoli	14 18
- Giornata	10	15/01/1950
Ardita Genova	Sipra Torino	40 26
Comense Como	Bernocchi Legnano	32 23
Ginnastica Triestina	Pallacanestro Napoli	30 17
Internazionale Trieste	Indomita Roma	23 29
- Giornata	11	22/01/1950
Ardita Genova	Ginnastica Triestina	39 37
Indomita Roma	Comense Como	17 23
Pallacanestro Napoli	Bernocchi Legnano	16 29
Sipra Torino	Internazionale Trieste	22 19
- Giornata	12	29/01/1950
Ardita Genova	Internazionale Trieste	30 36
Bernocchi Legnano	Sipra Torino	28 23
Comense Como	Pallacanestro Napoli	41 25
Ginnastica Triestina	Indomita Roma	25 24
- Giornata	13	05/02/1950
Bernocchi Legnano	Indomita Roma	28 28
Comense Como	Sipra Torino	36 23
Ginnastica Triestina	Internazionale Trieste	26 18
Pallacanestro Napoli	Ardita Genova	24 24
- Giornata	14	12/02/1950
Ardita Genova	Comense Como	22 23
Indomita Roma	Pallacanestro Napoli	42 5
Internazionale Trieste	Bernocchi Legnano	42 35
Sipra Torino	Ginnastica Triestina	26 46

## Verdetti
- Campione d'Italia:  Comense Como.
Alchieri Ornella, Anna Branzoni, Ornella Buttini, Casartelli, Cerutti, Giordano, Guidi, Franca Ronchetti, Liliana Ronchetti, Idelma Tommasini. Allenatore: Enrico Garbosi.
- Retrocesse in Serie B:  Internazionale Trieste e Pallacanestro Napoli.
- Ripescata in Serie A:  Sipra Torino.